# 巴桑 (1967年)
巴桑（藏語：དཔལ་བཟང་，威利转写：dpal bzang；1967年—），中华人民共和国政治人物、全国脱贫攻坚先进个人。

## 生平
巴桑任巴桑早年发现藏汉民族珍贵的非物质文化遗产“泽帖尔”濒临失传。2008年2月，他正式开展挽救和传承泽帖尔非物质文化遗产工作。同年5月1日，他创办了乃东县民族哗叽手工编织专业合作社，扩大了“泽帖尔”的经济效益。在他和老艺人、学员的帮助下，“泽帖尔”纺织技艺得以挽救，于2010年正式被列入自治区级非物质文化遗产。此外他成立山南市民族藏帖尔手工业残疾人福利有限公司，担任总经理。因在脱贫攻坚战中作出突出贡献，2021年2月25日全国脱贫攻坚总结表彰大会上，巴桑被授予“全国脱贫攻坚先进个人”。